# Уилкенфелд, Тэл
Тэл Уилкенфелд (англ. Tal Wilkenfeld; 2 декабря 1986, Сидней, Австралия) — австралийская бас-гитаристка. Она удивила слушателей и критиков тем, что за сравнительно короткое время достигла высокого уровня владения инструментом, что обычно требует значительно большего времени. Она стала профессиональным басистом всего через 3 года после начала игры на инструменте.
Получила известность, выступая со знаменитыми рок- и джазовыми исполнителями. Читатели журнала Bass Player выбрали её победителем в номинации The Year’s Most Exciting New Player за 2008 год. В настоящее время она играет в своей группе Tal Wilkenfeld Trio, с гитаристом Уэйном Кранцем и барабанщиком Китом Карлоком.

## Биография
Уилкенфелд начала играть на гитаре в 14 лет, а в 17 перешла на бас. Через несколько месяцев она начала сама сочинять и захотела собрать собственную группу. Комментируя выбор инструмента, она сказала:
Как только я начала играть на басу, я поняла: это мой инструмент. Мне было похоже на: «Да, то, что надо. Мне даже больше не хочется играть на гитаре. Удивительно».Оригинальный текст (англ.)As soon as I started playing bass I knew it was my instrument. It was like, 'Yes this is it. I don’t even want to play guitar anymore, this is amazing.'»
В 2002 году Викенфелд окончила среднюю школу и затем уезжает в США. Ей было на тот момент 16 лет. Она поселилась в Лос-Анджелесе, где учится в Лос-Анджелесской музыкальной академии. Затем она переезжает в Нью-Йорк, где выступает в клубах и приобретает известность.
В 2006 году Тэл Уилкенфелд всего за 2 дня записала свой сольный альбом под названием «Transformation», где она помимо бас-гитаристки выступила в качестве композитора, продюсера, аранжировщика. Также на этом альбоме играли Вэйн Кранц, Джефри Кизер, Шимус Блэйк, Кит Карлок, а также приглашённые музыканты Сэмюэль Торрес и Отил Бёрбридж, которому посвящена одна из композиций.

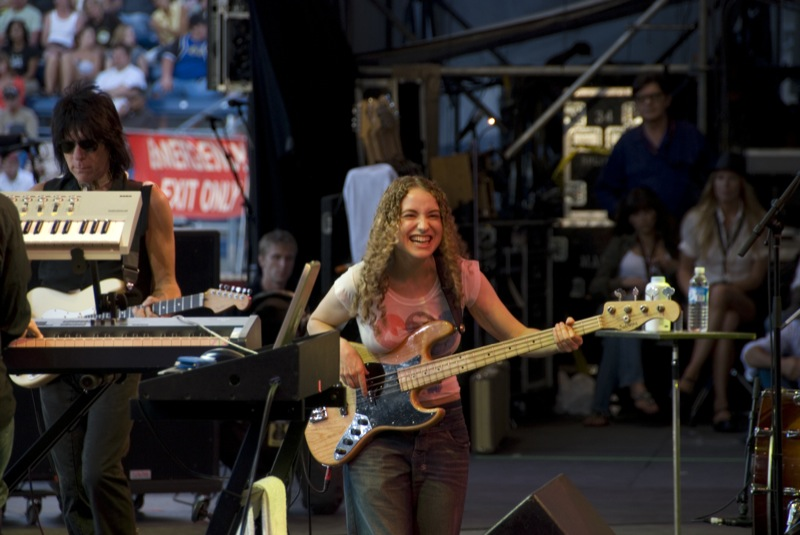
Тэл Уилкенфелд и Джефф Бек (слева)
на Crossroads Guitar Festival 28 июля 2007 года
Чикаго, Иллинойс. Фото: Philip Vaandrager

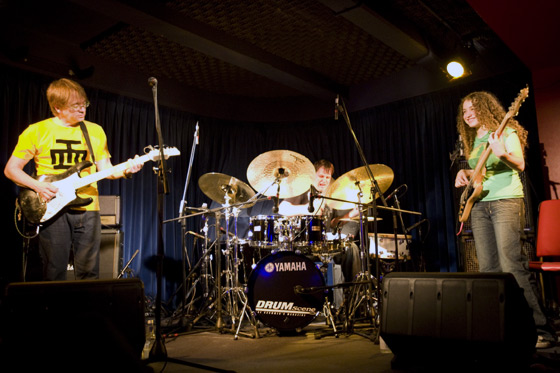
Tal Wilkenfeld Trio (слева направо: Кранц, Уэйн, Карлок, Кит и Тэл Уилкенфелд), ноябрь 2008

Она участвовала в турне Джеффа Бека. Её выступление с ним на фестивале Кроссроудз было транслировано на канале PBS в ноябре 2007 году. В титрах не были указаны музыканты группы Джеффа Бека, и её приняли за Бекки Гочо, дочь Джеффа Бека. Она также выступала с Беком в 2009 году на церемонии включения Бека в Зал славы рок-н-ролла.
В 2009 году Уилкенфелд начала работать с Принсом; тот позволил ей свободно выражать свой голос в своих песнях, сказав, что для него «большая честь … он не ожидал, что (она) будет его точной копией». Был записан альбом Welcome 2 America, который, однако, не был издан до 2021 года. Тем не менее, Принс представил песню «Hot Summer» с участием Уилкенфелд на общественной радиостанции Миннесоты 89.3 7 июня 2010 года.
В 2010 году Уилкенфелд появилась на шоу, посвященном 40-летию The Baked Potato, в Ford Amphitheatre с группой Стива Лукатера и сопровождала Хэнкока в США, Канаде и Европе в продвижении нового релиза, на котором она играла. Тур включал в себя шоу в Карнеги-холле, посвященное 70-летию Хэнкока.
В сентябре 2011 года Уилкенфелд сопровождала Стивена Тайлера и Джеффа Бека на музыкальном фестивале iHeartRadio в MGM Grand Garden Arena. Стинг, который также сопровождал Тайлера в песне, вспомнил в интервью Bass Player в 2017 году, что Уилкенфелд поправила его в песне Aerosmith. «Я действительно уважал ее смелость, которая подошла ко мне и научила меня, как правильно играть эту партию, и я был очень благодарен. Она потрясающая басистка с прекрасным слухом».
19 мая 2012 года Уилкенфелд аккомпанировала Беку и Мика Джаггеру выступавшим в программе Saturday Night Live.
В 2013 году Уилкенфелд присоединилась к певцу и поэту-исполнителю альтернативных кантри Райану Адамсу в качестве соавтора его студийного альбома Ryan Adams (2014). Она способствовала двух треков на Toto альбома Toto XIV, и написала в соавторстве песню под названием «Running Whiskey» с Билли Гиббонсом. Running Whiskey был выпущен в 2016 году компанией Supersonic Blues Machine.
В 2018 году Уилкенфелд выступала с Бобом Вейром и его группой Wolf Bros в театре Арлингтон в Санта-Барбаре и в театре Бикон в Нью-Йорке.
Уилкенфелд записывалась в проектах с Ринго Старром, Брайаном Уилсоном, Тото, Тоддом Рандгреном, Мэйси Грей, доктором Джоном, Тревором Рэбином, Джексоном Брауном, Джо Уолшем, Родом Стюартом, Джоном Майером, Стингом, Беном Харпером, Дэвидом Гилмором, Фарреллом, Бадди Гай, Билли Гиббонс, Хирам Баллок, Сьюзан Тедески и Хансом Циммером.

## Дискография
- 2007 — Transformation (сольный альбом)
- 2007 — Crossroads: Eric Clapton Guitar Festival 2007; Тэл вместе с Беком исполняют Cause We’ve Ended as Lovers и Big Block.
- 2008 — Performing This Week… Live At Ronnie Scotts — Джефф Бек CD
- 2009 — Performing This Week… Live At Ronnie Scotts — Джефф Бек DVD
- 2010 — Emotion & Commotion — Джефф Бек CD
- 2010 — The Imagine Project — Херби Хэнкок CD
- 2010 — The Sellout — Мэйси Грэй CD — Уилкенфелд исполняет трек That Man
- 2010 — Six String Theory — Ли Ритенаур CD
- 2010 — The 25th Anniversary Rock & Roll Hall of Fame Concerts DVD
- 2010 — Rock and Roll Hall of Fame + Museum LIVE LEGENDS DVD с участием Уилкенфелд, Джеффа Бека и Джимми Пейджа.
- 2012 — Chimes of Freedom The Songs of Bob Dylan on Love Minus Zero/No Limit
- 2012 — Jacaranda — Тревор Рэбин CD
- 2012 — Howie 61 — Уэйн Кранц[англ.] CD
- 2012 — Rhythm Sessions — Ли Ритенаур CD
- 2013 — Transition — Стив Люкатер CD
- 2021 — Welcome 2 America — Принс